# Gerald Mitchell
Gerald Mitchell es un teclista de techno de Detroit, EEUU. Toda su carrera musical ha estado ligada al detroit techno dentro del colectivo Underground Resistance. Las raíces de su estilo pueden encontrarse en el P-Funk, y en particular en las melodías de sintetizador tocadas por Bernie Worrell, una de las figuras más importantes de la banda Funkadelic.

## Discografía
Gerald Mitchell
- Set Me Free (12")   Soul City 1996
- Groove Within The Groove (12")   430 West Records 1999
- Resurrection (7")   Los Hermanos 2004
- Resurrection EP (12")   Los Hermanos 2004
- Bellydancer / Zemrën (12")   Motech 2005
- Alia (12")   Motech 2007
- Alia (CDr, Promo)   Motech 2007
- Alia Remix / Geloshai 1862   Motech 2007
- Out The Boat (12")   Reincarnation 2008

Martian 044
- Prayer Stick (12")   Red Planet 1998
- The Last Stand / Sunchaser   Red Planet 2004